# Терминология ВС США для ядерных инцидентов и аварий
Терминология ВС США для ядерных инцидентов и аварий — Вооружённые силы США используют ряд терминов для определения характера и масштаба ядерных инцидентов. Некоторые этих терминов, например - Broken Arrow («Сломанная стрела») стали не только известны общественности, но и нашли отражение в массовой культуре.

## Происхождение
Следующие официальные документы, а именно - Директива 5230.16 Министерства обороны Соединенных Штатов Nuclear Accident and Incident Public Affairs (PA) Guidance («Руководство по связям с общественностью в связи с ядерными авариями и инцидентами»), руководство председателя Объединенного комитета начальников штабов 3150.03 B Joint Reporting Structure Event and Incident Reporting («Совместная структура отчетности о событиях и инцидентах») и система отчетности об операциях ВВС Соединенных Штатов, изложенная в инструкции ВВС США AFI 10-206, подробно описывают ряд условий и терминов для отчетности о ядерных инцидентах для внутреннего и внешнего использования (в том числе в пресс-релизах). Эти термины используются только США и не являются ни стандартами НАТО, ни глобальными стандартами.

## Терминология

### Pinnacle (Вершина)
Термин Pinnacle (Вершина) является кодовым словом председателя Объединённого комитета начальников штабов и имеет употребление в OPREP-3 (Оперативный отчет о событиях/инцидентах), который используется в структуре национального командования Соединённых Штатов. Термин Pinnacle обозначает инцидент, представляющий интерес для основных командований, Министерства обороны и национального командования США, в связи с тем, что он:
- Переводит военные действия на более высокий уровень.
- Вызывает национальную реакцию.
- Влияет на международные отношения.
- Является причиной немедленного широкого освещения в средствах массовой информации.
- Направлен явно против национальных интересов.
- Влияет на текущую национальную политику.

Все нижеследующие отчётные термины классифицируются как Pinnacle, за исключением Bent Spear, Faded Giant and Dull Sword. В инструкции AFI 10-206 отмечено, что кодовое слово Pinnacle может быть добавлено к Bent Spear или Faded Giant для ускорения отчётности перед Национальным военным командным центром (NMCC).

### Bent Spear (Согнутое копьё)
Термин Bent Spear (Согнутое копьё) относится к инцидентам, связанным с ядерным оружием, боеголовками, компонентами или транспортными средствами, перевозящими ядерные материалы, которые представляют значительный интерес, но не классифицируются как Pinnacle - Nucflash или Pinnacle - Broken Arrow. Инциденты Bent Spear включают нарушения или несоблюдения правил обращения и безопасности.
Например, инцидент Bent Spear произошел в августе 2007 года во время полета бомбардировщика B-52 с авиабазы Минот на авиабазу Барксдейл , когда выяснилось что он по ошибке перевозил шесть крылатых ракет с установленными ядерными боеголовками.

### Broken Arrow (Сломанная стрела)
Термин Broken Arrow (Сломанная стрела) означает случайное событие, связанное с ядерным оружием, боеголовками или компонентами, которое не создает риска ядерной войны. К подобным инцидентам и авариям относятся:
- Случайная или необъяснимая ядерная детонация
- Неядерный взрыв или сжигание ядерного оружия
- Радиоактивное загрязнение
- Потеря ядерного оружия или компонентов при перевозке - с транспортным средством или без него
- Выброс ядерного оружия или ядерного компонента
- Общественная опасность, фактическая или подразумеваемая

По состоянию на сентябрь 2013 года Министерство обороны США официально признало 32 инцидента с кодовым обозначением Broken Arrow.
К наиболее известным инцидентам Broken Arrow относятся:

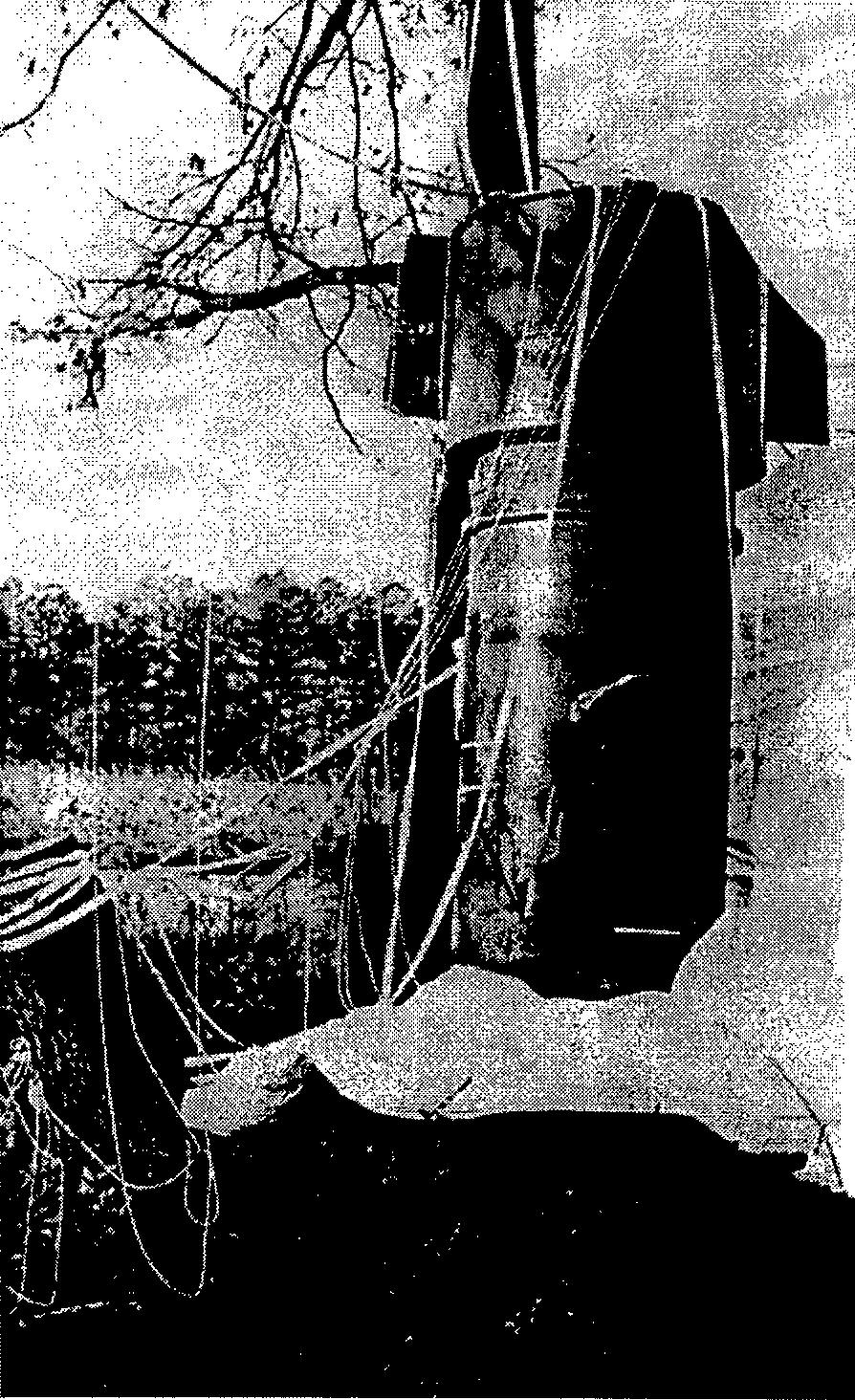
Одна из двух потерянных в авиакатастрофе под Голдсборо ядерных бомб после приземления

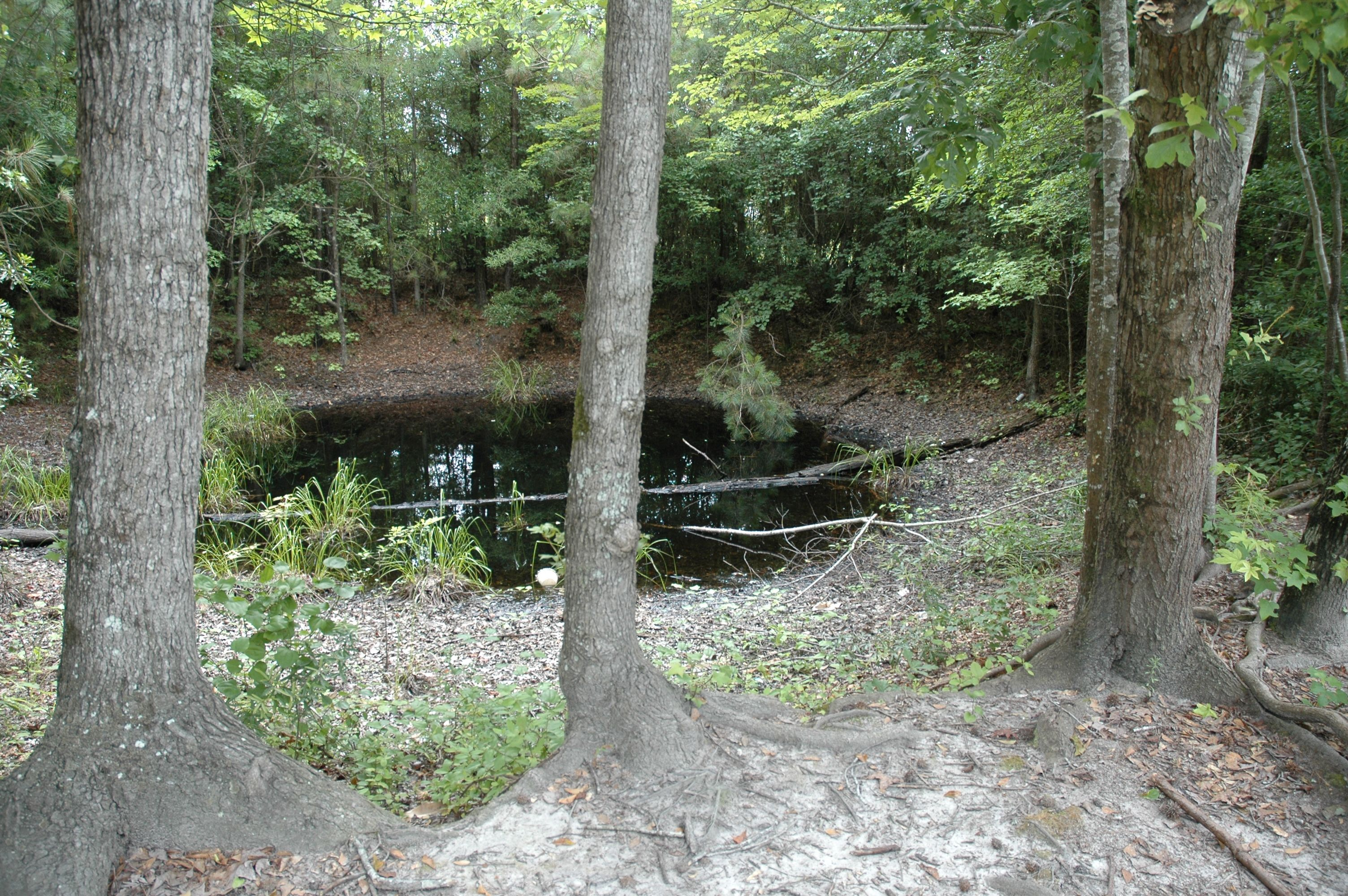
Кратер на месте падения бомбы в Марс-Блаффе

- Катастрофа стратегического бомбардировщика B-36 в  канадской провинции Британская Колумбия, которая произошла 14 февраля 1950 года. Бомбардировщик нёс атомную бомбу Mark 4 - и это была первая потеря ядерного боеприпаса в истории человечества. ВВС США утверждают, что в бомбе стояло учебное (свинцовое) ядро вместо боевого плутониевого, необходимого для ядерного взрыва. Тем не менее бомбу так и не нашли[5][6].
- 10  марта 1956 года бомбардировщик B-47 вылетевший с авиационной базы Макдилл во Флориде на базу Бен-Гуерир в Марокко с двумя капсулами с компонентами ядерного оружия из-за плотной облачности не смог встретиться с воздушным танкером для второй дозаправки и пропал без вести. В документе Министерства обороны Соединенных Штатов этот инцидент по какой-то причине описан как исчезновение самолёта над Средиземным морем, хотя прямой путь с одной базы до другой пролегает над Атлантическим океаном[7].
- Столкновение над островом Тайби — столкновение бомбардировщика B-47 и истребителя F-86 над островом Тайби 5 февраля 1958 года — авиационное происшествие над побережьем американского штата Джорджия, в результате которого истребитель был потерян, а экипажу бомбардировщика пришлось аварийно сбросить в океан термоядерную бомбу Mark 15. Бомба до сих пор не найдена. Считается, что она покоится на дне залива Уоссо (англ. Wassaw Sound) к югу от курортного города Тайби-Айленд[8].
- Инцидент с падением атомной бомбы в Марс-Блаффе 11 марта 1958 года — экипаж бомбардировщика ВВС США B-47 случайно сбросил ядерную бомбу Mk.6 на жилой район в деревне Марс-Блафф в Южной Каролине. Произошёл подрыв заряда обычной взрывчатки, служащей для обжатия плутониевого заряда бомбы, но к счастью ядерного взрыва не случилось, поскольку ядерная «начинка» хранилась на самолёте отдельно. Тем не менее в результате взрыва на приусадебном участке шесть человек получили ранения, было разрушено несколько строений[9][10].
- Авиакатастрофа под Голдсборо произошла 24 января 1961 года, когда стратегический бомбардировщик ВВС США B-52G с двумя термоядерными бомбами Mark 39 на борту разрушился в воздухе над Северной Каролиной[11].
- Авиакатастрофа над Юба-сити произошла 14 марта 1961 года, когда на борту стратегического бомбардировщика B-52F произошла внезапная разгерметизация кабины пилотов. Самолёт так же нёс две термоядерные бомбы Mark 39. Термоядерные бомбы были выброшены из обломков самолёта при ударе о землю, но защитные устройства бомб предотвратили взрыв, радиоактивного заражения местности не произошло[12].
- Катастрофа B-52 над Дикой Горой (Savage Mountain B-52 crash) - 13 января 1964 года бомбардировщик B-52 потерял киль, попав в зимнюю штормовую турбулентность. Посадить самолёт не удалось, в обломках бомбардировщика были найдены две относительно «неповреждённые» термоядерные бомбы[13].
- Авиакатастрофа над Паломаресом произошла 17 января 1966 года, когда американский стратегический бомбардировщик B-52G с термоядерным оружием на борту столкнулся с самолётом-топливозаправщиком KC-135 во время дозаправки в воздухе. В результате катастрофы погибли 7 человек и были потеряны четыре термоядерные бомбы. Три из них приземлились на суше и были найдены сразу, четвёртая, упавшая в море — лишь после двухмесячных поисков. Две бомбы, упавшие неподалёку от Паломареса, разрушились, вызвав радиационное заражение местности. Катастрофа привела к серьёзному дипломатическому кризису и к прекращению полётов американских бомбардировщиков с ядерным оружием над Европой и Средиземноморьем, однако окончательно такие полёты были прекращены только через два года, после ещё одной подобной катастрофы — над базой Туле в Гренландии. В марте 2009 года журнал «Тайм» включил инцидент в список наиболее серьёзных ядерных катастроф[14][15].
- Авиакатастрофа над базой Туле произошла 21 января 1968 года, когда после возникновения пожара на борту стратегического бомбардировщика B-52 экипаж был вынужден экстренно покинуть самолёт над базой ВВС США Туле в Гренландии, и неуправляемая машина рухнула в непосредственной близости от базы. Бомбардировщик выполнял боевое патрулирование в рамках операции «Хромированный купол» и нёс четыре термоядерные бомбы B28FI. В результате падения самолёта, оставленного экипажем, термоядерные боеприпасы разрушились, вызвав радиационное заражение местности. Катастрофа стала достоянием гласности только в 1995 году - и это вызвало политический кризис в Дании, так как полёты американских бомбардировщиков в воздушном пространстве Гренландии нарушали официально провозглашённый безъядерный статус страны.
- Взрыв МБР Titan II в Арканзасе -  катастрофа произошла 19 сентября 1980 года, в 5,3 км. от небольшого города Дамаскус в Арканзасе (по этой причине в англоязычной литературе инцидент известен как Damascus Titan missile explosion). Во время профилактического обслуживания МБР LGM-25C Titan II ремонтник уронил в ракетную шахту тяжёлый гаечный ключ, который отскочил и ударил в ракету, нарушив герметичность топливного бака. После обнаружения утечки топлива персонал ракетного комплекса и окрестности были эвакуированы и были вызваны специалисты с авиабазы Литл-Рок. Тем не менее, через восемь с половиной часов пары топлива в шахте самовоспламенились, произошёл взрыв, в результате которого погиб один из членов аварийной команды, а ещё 21 человек получил ранения. Боеголовка не пострадала, радиоактивного заражения местности не произошло[16].

### Nucflash (Ядерная вспышка)
Термин Nucflash (Ядерная вспышка) относится к инцидентам и авариям с детонацией или возможностью детонации ядерного оружия, которые создают риск начала ядерной войны. События, которые могут быть классифицированы кодовым словом Nucflash включают в себя следующие варианты:
- Случайная, несанкционированная или необъяснимая ядерная детонация или возможность детонации.
- Случайный или несанкционированный запуск ракеты стороной, обладающей ядерным оружием или ядерным потенциалом, в направлении другой страны, обладающей ядерным потенциалом, или способной достичь ее.
- Несанкционированный полет или отклонение от утвержденного плана полета самолета, вооруженного ядерным оружием или обладающего ядерным потенциалом, способного проникнуть в воздушное пространство другой страны, обладающей ядерным потенциалом.
- Обнаружение неопознанных объектов ракетной системой предупреждения или помехи (испытываемые такой системой или связанными с ней средствами связи), которые представляются угрожающими и могут создать опасность ядерной войны.

События, обозначенные этим термином, обладают  наивысшим приоритетом в структуре отчетов OPREP-3.

### Emergency Disablement (Аварийное отключение)
Под термином Emergency Disablement понимаются операции, связанные с аварийным уничтожением ядерного оружия.

### Emergency Evacuation (Аварийная эвакуация)
Термин Emergency Evacuation относится к операциям, связанным с аварийной эвакуацией ядерного оружия.

### Empty Quiver (Пустой Колчан)
Термин Empty Quiver относится к захвату, краже или потере функционирующего ядерного оружия.

### Faded Giant (Увядший гигант)
Термин Faded Giant относится к событию, связанному с военным ядерным реактором или другой радиологической аварией, не связанной с ядерным оружием.

### Dull Sword (Тупой меч)
Термин Dull Sword описывает сообщения о незначительных инцидентах, связанных с ядерным оружием, компонентами или системами, или которые могут помешать их развертыванию. В эту категорию могут быть включены действия, связанные с транспортными средствами, способными нести ядерное оружие, но не имеющими ядерного оружия на борту в момент аварии. Этот термин также используется для сообщения о повреждениях или недостатках оборудования, инструментов или диагностических тестеров, предназначенных для использования на ядерном оружии или системах применения ядерного оружия самолетов, обладающих ядерным потенциалом.

## Отражение в массовой культуре
«Сломанная стрела» (Broken Arrow) — американский боевик 1996 года режиссёра Джона Ву. В главных ролях Джон Траволта и Кристиан Слейтер. Сюжет фильма основан на попытке похищения бомбардировщика B-3 (вымышленная улучшенная версия настоящего B-2), которая привела к потере двух термоядерных бомб B83.